# تكاليف الجودة

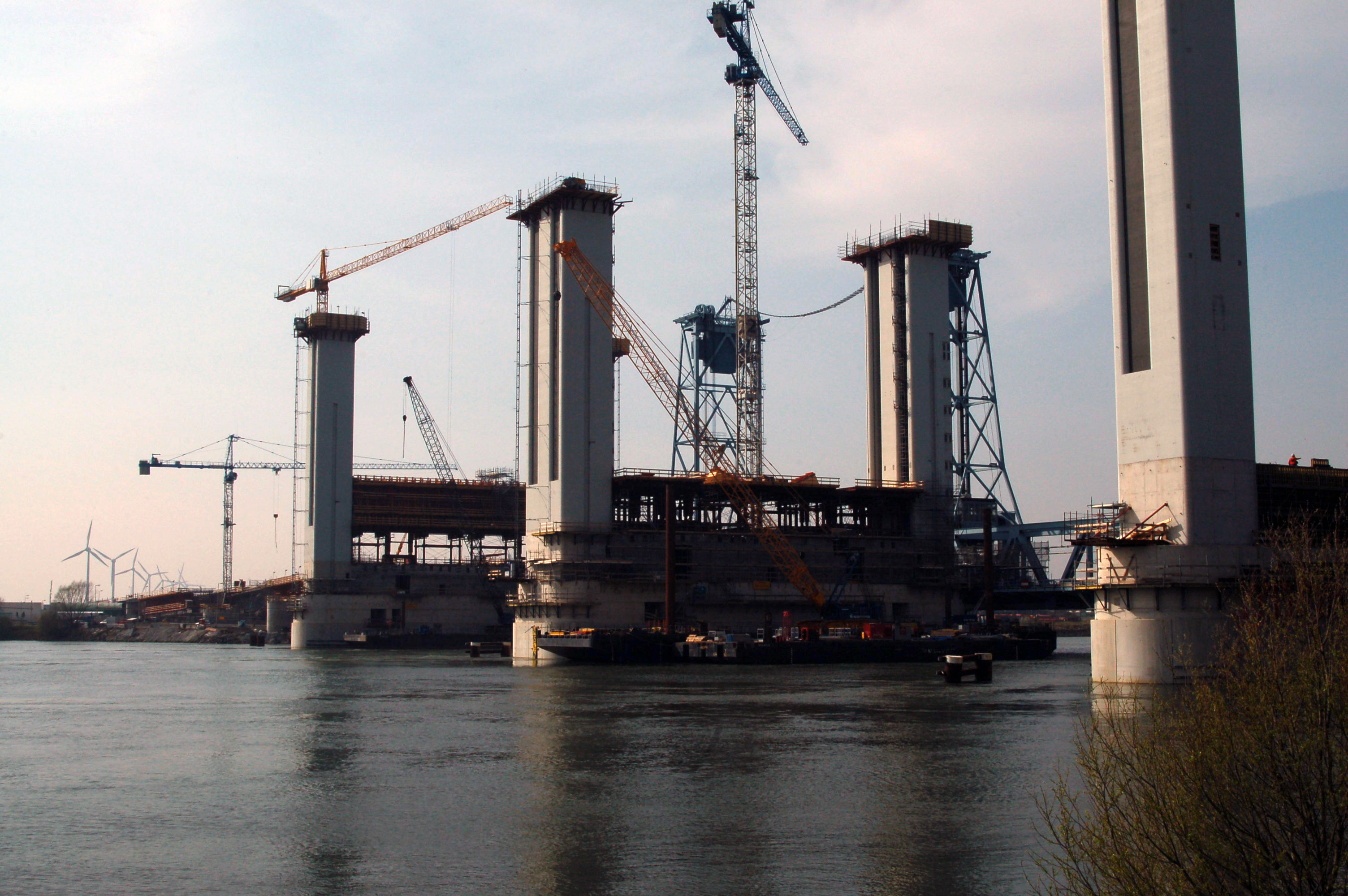

تكاليف الجودة هي مجموع التكاليف التي تُنفق في المنشأة أو المنظمة الإنتاجية لضمان تقديم المنتج إلى المستهلك حسب متطلباته ورغباته. إذن هي مجموع التكاليف التي يتحملها المنتج والمتعلقة بتحديد مستوى لجودة المنتج وتحقيقه والتحكم فيه وتقييم مدى مطابقة مواصفات المنتج مع متطلبات ورغبات المستهلك. كذلك، تشمل هذه التكاليف تكاليف للإخفاقات التي تحدث نتيجة عدم الوفاء بمتطلبات الجودة على المستوى الداخلي للمنشأة أو خارجها.
- حسب المواصفات البريطانية BS6143 (2) : هي التكلفة من أجل تأكيد وضمان الجودة بالإضافة إلى الفقدان والخسارة الحاصلة عند عدم أنجاز أو الحصول على الجودة.

تعتبر دراسة تكاليف الجودة من بين أهم الأفكار في إدارة الجودة الشاملة (Total Quality Management) وهى جزء هام وتكاملي لأي برنامج جودة في المنظمات والمنشآت الإنتاجية.

## مزايا دراسة تكاليف الجودة
تعتبر أهم مميزات دراسة التكاليف المتعلقة بالجودة هي :
1. تعتبر الدراسة مؤشر قوي لتحفيز الإدارة العليا في تطبيق وتنفيذ مفهوم تكاليف الجودة
2. أكثر المنافع هو تخفيض هذه التكاليف الإجمالية للمنتج والتحكم والسيطرة عليها بفعالية وبالتالي زيادة أرباح المنشأة.
3. أكثر دقة في تقييم وتقدير التكاليف ووضع الميزانيات بواقعية.
4. تحويل الجودة إلى أرقام بسيطة ومرئية من خلال نسب خسارة مباشرة يساعد الإدارة والموظفين لفهم أهمية عمل الشيء صحيحاً من المرة الأولى.

يقول أحد مديري الإدارة العامة في شركة صناعة الحاسب هيوليت بيكارد Hewlett Packard : كلما اكتشفت الخطأ مبكرا أو قبل حدوثه يكون التوفير أكثر. فمثلا إذا اكتشفت خطأ في مقاوم تكلفته 2 قرش وقررت التخلص منه فقد فقدت 2 قرش. ولكن إذا لم يتم اكتشاف الخطأ واستخدمت هذا المقاوم في صناعة الحاسب فقد يكلفني هذا 10 جنيهات ثمن تكلفة اصلاح الجزء، وإذا لم تكتشف الجزء الذي به عيب وتم بيع الحاسب وأصبح في يد المستهلك فإن تكلفة الإصلاح تصبح مئات من الجنيهات، وحسب عدد الحواسيب المنتجة بهذه الطريقة والتي يجب اصلاحها فإن تكلفة الإصلاح سوف تتعدى تكلفة التصنيع.

## أنواع تكاليف الجودة
صنف علماء الجودة تكاليف الجودة إلى صنفين رئيسين وهي:
1. تكاليف ضبط الجودة أو تكاليف المطابقة (Conformance Costs)
2. تكاليف الإخفاق في ضبط الجودة أو تكاليف عدم المطابقة (Non Conformance Costs)

تتضمن تكاليف المطابقة مجموع تكاليف الوقاية وتكاليف التقييم أي كل التكاليف الوقائية التي تضمن بأن المنتج سينتج بدون عيوب تؤثر على مستوى جودته.
و تتضمن تكاليف عدم المطابقة مجموع تكاليف الإخفاق الداخلي وتكاليف الإخفاق الخارجي والذي يتضمن كل التكاليف الحاصلة بسبب وجود عيوب في الجودة تحدث في المرة الأولى من الإنتاج.

## تكاليف الوقاية
هي التكاليف التي تصرف لمنع حدوث عيوب في المنتج ومنع والوقاية من عدم مطابقة المنتجات مع المواصفات المطلوبة. ترتبط هذه التكاليف بتصميم، وتطبيق ورعاية نظام الجودة في المنشأة والوقاية من حدوث العيوب والفشل في المنتج أو الخدمة. وتشمل تكاليف الوقاية الأمثلة التالية :
- تكاليف التخطيط للجودة وتصميمها وتطوير نظامها
- تكاليف التحكم في العمليات الإنتاجية
- تكاليف تدريب العاملين في مجال الجودة
- تكاليف توكيد الجودة لدى المورد
- تكاليف مراجعة وتحليل بيانات الجودة
- التكاليف المتعلقة ببرامج تحسين الجودة

## تكاليف التقييم
(بالإنجليزية: Appraisal Costs)‏
هي التكاليف التي تصرف على عمليات الاختبار والفحص لتقييم مستوى جودة المنتج وتحديد المشاكل الموجودة في العملية الانتاجية. وهي تلك التكاليف المرتبطة بالقياس، وتقييم وتدقيق وفحص المنتجات أو المواد للتأكد من توافقها لمتطلبات الجودة أو المعايير والمواصفات المتبعة، فهي القيمة لأي جهد مبذول لإيجاد وتحديد درجة الموافقة لمواصفات الجودة خلال الإنتاج لأول مرة. والأمثلة عليها تتضمن ما يلي:
- تكاليف فحص التوريدات من مواد خام ومنتجات نصف مصنعة
- تكاليف الاختبار والتفتيش أثناء العمليات الانتاجية
- تكاليف معدات الاختبار والتفتيش
- تكاليف المواد المستهلكة من خلال التفتيش والاختبار
- تحليل وتقرير نتائج الاختبار والتفتيش
- تكاليف اختبار الأداء الميداني (تشغيل المنتج في منشأة المستهلك)
- تكاليف متعلقة بتقييم المخزون

## تكاليف الإخفاق الداخلي
هي جميع التكاليف المرتبطة بالمنتج الذي أخفق إنتاجه في مطابقة مواصفات الجودة وتم اكتشافها في المنشأة قبل خروجها للمستهلك.
تشمل تكاليف الإخفاق الداخلي الأمثلة التالية:
- تكاليف إعادة التفتيش والاختبار للمنتجات داخل الشركة
- تكاليف تصنيف المنتجات المعيبة إلى فئة يمكن إصلاحها عن طريق إعادة التشغيل وفئة لا يمكن اصلاحها أو خردة.
- تكاليف إعادة التشغيل
- تكاليف الفاقد (الهالك) التي لا يمكن اصلاحها.
- تكاليف حل المشكلة أو تحليل الخطأ
- تكاليف إصابة العاملين والتعويضات المترتبة عنها.

## تكاليف الإخفاق الخارجي
هي مجموع تكاليف المنتج المعيب الذي يتم اكتشافه بعد التسليم للعميل أو المستهلك. وتتضمن الأمثلة ما يلي:
- تكاليف معالجة شكاوي العملاء
- استبدال المنتجات المعيبة والمرتجعة
- الامتيازات
- الخسارة في المبيعات
- تكاليف تحمل المسئولية الناتجة من الحوادث
- تكاليف دفع الضمانات والتعويضات

## العلاقة بين أنواع تكاليف الجودة
العلاقة بين عناصر تكاليف الجودة خاضعة لقانون (100:10:1) : فإنفاق 1 جنيه على تكاليف الوقاية سوف يوفر 10 جنيهات على تكاليف التقييم و100 جنيه على تكاليف الإخفاق (الداخلي والخارجي).

## طرق وأساليب تحليل التكاليف[3]
1. ↑  التكاليف الخفية للجودة (بar-AR). 2019. Archived from the original on 2020-10-15.{{استشهاد بكتاب}}:  صيانة الاستشهاد: لغة غير مدعومة (link)
2. ↑  "معلومات عن تكاليف الجودة على موقع d-nb.info". d-nb.info. مؤرشف من الأصل في 2019-12-15.
3. ↑  "التكاليف الخفية للجودة ( اللاجودة ) – مؤسسة حورس الدولية". مؤرشف من الأصل في 2021-03-10. اطلع عليه بتاريخ 2021-03-09.

طرق تحليل تكاليف الجودة متعددة. يمثل تقرير تكاليف الجودة ((بالإنجليزية: Quality Costs Report)‏) الأساس لهذه الطرق والأساليب، إذ من خلاله يتم حصر جميع التكاليف المتعلقة بجودة المنتج. تعتبر هذه العملية من تخصص قسمي الجودة والمحاسبة في المنشأة. أهم هذه الاساليب هي:
1. تحليل النزعة (بالإنجليزية: Trend Analysis)‏ : وهذا بمقارنة مستويات التكاليف الحالية بمستويات ماضية ومنه يمكن استخلاص معلومات مفيدة للتخطيط المستقبلي لتحسين مستوى الجودة.
2. تحليل باريتو (بالإنجليزية: Pareto Analysis)‏ : هم من بين أنجع التقنيات في تحليل تكاليف الجودة إذ من خلاله يمكن تحديد القلة المهمة والتي يمكن العمل عليها من أجل التقليل في تكاليفها. بمعنى آخر التركيز أكثر في عملية التحسين على القلة المهمة وترك الكثير الغير مهم.

## التكاليف المخفية للجودة[1]
الأمثلةَ عنها تشمل ما يلي َ:
- المبيعات المفقودة المحتملة
- كلفة إعادةِ تصميم بسبب أسبابِ الجودة الرديئة.
- كلفة تَغْيير عملياتِ التصنيع لعدمِ موائمته لتَلْبِية متطلبِات الجودةِ.
- كلفة تغييراتِ البرامجِ بسبب أسبابِ الجودة الرديئة.
- كلفةِ إنتاج التصنيع الإضافيِ مِنْ المنتجات المعيبة.
- كلفة المنتج الهالك الذي لَمْ يُبلَغْ عنه.
- العمليةِ الفائضةِ التي تَتضمّنُ تَغْطية التغيّرِ وإنْتاج مُنتَجَ مقبول

## العلاقة بين مستوى الجودة وتكاليف التصنيع
إن مستوى الجودة له تأثير مباشر على تكلفة تصنيع المنتج وعلى قيمته. كما أن ضمان مستوى عال للجودة يتطلب تكاليف تصنيع وتفتيش عالية (تكاليف الحفاظ على الجودة). في حين يقلل من تكاليف الإخفاق في الجودة (تصنيع منتجات معيبة)..العكس صحيحا.
- المستوى الاقتصادي للجودة: هو المستوى الذي يحقق أقل قيمة للتكاليف الكلية.

## العلاقة بين مستوى الجودة وتكاليف التصميم
•إن زيادة مستوى الجودة يتطلب استخدام خامات جيدة ومعدات إنتاج متطورة وعمالة فنية مؤهلة. وهذا ما يؤدي حتما إلى رفع تكلفة إنتاجه وبالتالي سعر بيعه. هذا ما نطلق عليه مفهوم قيمة الجودة.
•المستوى الاقتصادي لجودة التصميم (بالإنجليزية: Optimum Quality for Design)‏: هو المستوى الذي يحقق أحسن قيمة للقيمة المضافة للمنتج (بالإنجليزية: Added value)‏.

## اقرأ أيضاً
- جودة
- ضبط الجودة
- خبير جودة